# Мох Сидонски
Мох Сидонски (на финикийски: , на старогръцки: Μωχός) е легендарен финикийски философ от Сидон.
Точното време, в което живял не е известно, но Страбон, позовавайки се на Посидоний, го определя като по-древен от Троянската война. Диоген Лаерций го нарича протофилософ.
Махол е изявен астроном и историк. Той смятал, че подобно на израза на езика състоящ се от букви, така и света се състои от неделими частици, ставайки по този начин своеобразен праотец на "атомната физика". 
Исак де Казобон, Робърт Бойл и Исак Нютон идентифицират легендарния финикийски праотец, мъдрец и философ-физиолог с Мойсей.
Mахол се споменава в съчиненията на Тациан Сирийски, Евсевий Кесарийски , както и в Суда  (под името Охом, Охосом).